# HD 85859
HD 85859 är en ensam stjärna belägen i den södra delen av stjärnbilden Vattenormen. Den har en skenbar magnitud av ca 4,88 och är svagt synlig för blotta ögat där ljusföroreningar ej förekommer. Baserat på parallax enligt Gaia Data Release 2 på ca 12,6 mas, beräknas den befinna sig på ett avstånd av ca 259 ljusår (ca 79 parsek) från solen. Den rör sig bort från solen med en heliocentrisk radialhastighet på ca 51 km/s.

## Egenskaper
HD 85859 är en orange till gul jättestjärna av spektralklass K2+ CN0.5, vilket betyder att den är en utvecklad stjärna i jättestadiet med ett svagt överskott av cyanradikaler. Den är en röd klumpstjärna, vilket anger att den ligger på den horisontella jättegrenen och genererar energi genom termonukleär fusion av helium i dess kärna. Den har en massa som är ca 1,6 solmassor, en radie som är ca 17 solradier och har ca  178 gånger solens utstrålning av energi från dess fotosfär vid en effektiv temperatur av ca 4 400 K.